# Winona Oak
Winona Oak, pseudonimo di Johanna Ewana Ekman (Sollerön, 8 ottobre 1994), è una cantautrice svedese.
Nota principalmente per le sue collaborazioni con The Chainsmokers, Robin Schulz, What So Not e R3hab, nel 2018 ha firmato un contratto discografico con Atlantic Records e Neon Gold Records. Nel 2020 ha pubblicato i suoi primi 2 EP.

## Biografia e carriera
Diplomatasi presso il Moragymnasiet nel 2013, Ekman si è trasferita a Stoccolma per perseguire i suoi obiettivi professionali. Nel 2018 debutta ufficialmente nel mondo della musica con lo pseudonimo collaborando con la band What So Not nel singolo Beautiful, il quale vince il premio di Best Independent Dance/Electronica/Club single agli Independent Music Awards del 2019.
Sempre nel 2018 firma un contratto discografico con Atlantic Records e Neon Gold Records e pubblica il suo primo singolo da solista Don't Save Me, cover di una canzone delle Haim. Nel dicembre 2018 collabora con i Chainsmokers nel brano Hope dal loro secondo album Sick Boy; il brano viene lanciato come singolo e ottiene un discreto successo a livello internazionale.
Nel corso del 2019 lancia vari singoli inediti, alcuni dei quali vengono inseriti nel suo EP di debutto Closure, pubblicato nel gennaio 2020. Sempre nel 2020 collabora con Robin Schulz nel singolo Oxygen e con R3hab nel singolo Think About You. Il 23 ottobre 2020 pubblica il suo secondo EP She. Il 22 gennaio 2021 pubblica il singolo Winter Rain. Nell'aprile 2021 pubblica il singolo Old Insecurities.

## Discografia

### Album in studio
- 2022 – Island of the Sun

### EP
- 2020 – Closure
- 2020 – She

### Singoli
- 2018 – Don't Save Me
- 2019 – He Don't Love Me
- 2019 – Break My Broken Heart
- 2019 – Let Me Know
- 2020 – Oxygen (feat. Robin Schulz)
- 2020 – Think About You (feat. R3hab)
- 2020 – Piano in the Sky
- 2020 – She
- 2021 – Winter Rain
- 2021 – Old Insecurities
- 2021 – Skin & Bones
- 2021 – World We Used to Know (con Alan Walker)
- 2022 – Island of the Sun
- 2022 – Baby Blue
- 2022 – Jojo